# Tsuyoshi Kunieda
Tsuyoshi Kunieda (Prefectura d'Hiroshima, Japó, 18 de setembre de 1944), és un exfutbolista japonès que va disputar 2 partits amb la selecció japonesa.